# Inostemma hockpari
Inostemma hockpari är en stekelart som beskrevs av Chiun-Cheng Ko 1980. Inostemma hockpari ingår i släktet Inostemma och familjen gallmyggesteklar. Inga underarter finns listade i Catalogue of Life.